# 黄祯祥
黄祯祥（1910年2月10日—1987年3月24日），男，福建厦门人，病毒学家，中国科学院生物学部委员，中国共产党党员，曾任中国预防医学科学院病毒学研究所名誉所长。黄祯祥是中国病毒学奠基人之一，首创病毒体外培养法技术，为现代病毒学研究作出了巨大贡献。

## 生平
1910年2月10日，黄祯祥生于福建厦门鼓浪屿一个信仰基督教的医生家庭。黄祯祥的祖父黄和成、伯父黄植庭都是归正宗所属牧师，父亲黄衍义、叔父黄大辟则都是医生。黄祯祥4岁入读厦门鼓浪屿幼稚园，6岁进入归正宗教会开办的厦门养元小学。1922年，黄祯祥小学毕业，考入同属归正宗教会的漳州寻源书院，与曾呈奎是同班同学。
1926年，黄祯祥考进福建协和大学，在此学习了1年。1927年8月，黄祯祥转入燕京大学生物系医预科学习。1929年，黄祯祥完成预科学业，进入北平协和医学院学习。1934年，黄祯祥从北平协和医学院毕业，获医学博士学位，并留在协和做内科医生和助教。1935年10月，黄祯祥和叶恭绍结婚。1941年至1942年，黄祯祥被协和医院选派至美国普林斯顿洛克菲勒医学研究所进修。1942至1943年，黄祯祥任美国纽约哥伦比亚大学内科及微生物科讲师。1943年12月，黄祯祥回国。
1944年，黄祯祥任重庆国民政府中央卫生实验院医理室主任。1947年，黄祯祥回到北平，担任中央卫生实验院北平分院院长。1949年，北平解放，黄祯祥选择留在大陆。1956年，卫生部合并组建中国医学科学院，黄祯祥任中国医学科学院病毒学系主任。后来该系改编为病毒学研究所，黄祯祥继续在该所任职，曾任研究员、名誉所长等职。1980年，黄祯祥成为中国科学院生物学部委员。1985年，黄祯祥加入中国共产党。1987年3月24日，黄祯祥因白血病于北京辞世。

## 成就
黄祯祥是中国病毒学奠基人之一，1943年在美国《实验医学杂志》发表了“马脑炎病毒西方毒株在组织培养中滴定和中和作用的进一步研究”一文，首创病毒体外培养法技术，为现代病毒学发展作出了巨大贡献。
黄祯祥对流行性乙型脑炎进行了全面、系统、深入的研究，曾带领病毒系的科研人员进行病毒分离、实验诊断方法的建立、乙型脑炎传播媒介昆虫生态学、乙型脑炎病毒特性等方面的研究，基本弄清了中国乙型脑炎的流行规律、传播途径及特点。黄祯祥1949年在中国首先开始了乙型脑炎疫苗的研制工作。经过多年研究，黄祯祥和研究团队最终研制出乙型脑炎疫苗，并获得1978年全国科学大会奖，1988年卫生部科技进步一等奖。
黄祯祥还对麻疹疫苗研制，病毒免疫治疗肿瘤等研究作出过突出贡献。

## 著作
黄祯祥著有《常见病毒病实验技术》、《病毒性肝炎研究进展》、《医学病毒学总论》、《医学病毒学基础及实验技术》等。